# Lotsenberg
Der Lotsenberg ist eine 35,6 m ü. NHN hohe Erhebung im äußersten Südosten der Insel Rügen direkt über der Ostsee bei Thiessow auf dem Gemeindegebiet von Mönchgut. Er stellt ein bewaldetes Kliff dar und gehört zum 27 Hektar großen Teilgebiet Südperd des Naturschutzgebietes Mönchgut. Auf dem Gipfel befindet sich der Lotsenturm Thiessow, an seinem Südhang ein Friedhof. 